# 戸倉 (国分寺市)
戸倉（とくら）は、東京都国分寺市の町名。現行行政地名は戸倉一丁目から戸倉四丁目。郵便番号は185-0003。

## 地理
国分寺市の北部に位置し、北は新町及び並木町、東は東戸倉及び東恋ヶ窪、南は西恋ヶ窪及び日吉町、西は富士本に隣接する。主に住宅地として利用されている。2024年12月末までは町内に国分寺市役所が置かれており、国分寺市の行政上の中心地であった（市役所は2025年1月1日から泉町の新庁舎へ移転）。

### 地価
住宅地の地価は2014年（平成26年）1月1日に公表された公示地価によれば戸倉2丁目7番15の地点で25万4000円/m2となっている。

## 歴史

### 地名の由来
江戸時代、現在のあきる野市にあたる戸倉という場所からこの地に移住した者が開いた新田による。

## 世帯数と人口
2017年（平成29年）12月1日現在の世帯数と人口は以下の通りである。
| 丁目       | 世帯数    | 人口    |
| ---------- | --------- | ------- |
| 戸倉一丁目 | 862世帯   | 1,849人 |
| 戸倉二丁目 | 731世帯   | 1,589人 |
| 戸倉三丁目 | 818世帯   | 2,011人 |
| 戸倉四丁目 | 952世帯   | 2,322人 |
| 計         | 3,363世帯 | 7,771人 |

## 小・中学校の学区
市立小・中学校に通う場合、学区は以下の通りとなる。
| 丁目       | 番地      | 小学校     | 中学校     | 選択可能校 |
| ---------- | --------- | ---------- | ---------- | ---------- |
| 戸倉一丁目 | 1〜13番地 | 第九小学校 | 第一中学校 |            |
| 戸倉一丁目 | その他    | 第六小学校 | 第五中学校 | 第十小学校 |
| 戸倉二丁目 | 全域      | 第十小学校 | 第五中学校 |            |
| 戸倉三丁目 | 全域      | 第十小学校 | 第五中学校 |            |
| 戸倉四丁目 | 全域      | 第十小学校 | 第五中学校 |            |

## 交通

### 鉄道
| 街区内の駅                   |
| ---------------------------- |
| 国分寺線 - 恋ヶ窪駅（SK 02） |

### バス
- 立川バス上水営業所が、周辺のバス路線を運行している。

### 道路
- 東京都道222号国立停車場恋ヶ窪線

## 施設
- 農林水産省動物医薬品研究所
- 国分寺市立第十小学校